# گوشچیکووو
گوشچیکووو (به لاتین: Gościkowo) یک روستا در لهستان است که در گمینا شویبوجن واقع شده‌است. گوشچیکووو ۳۸۰ نفر جمعیت دارد.